# Eobasileus
Genre
Eobasileus est un genre fossile de mammifères dinocérates qui vivaient en Amérique du Nord au cours de l'Éocène, il y a 46,2 à 40,4 millions d'années. Son nom, construit sur les mots grecs ἠώς / êốs (« aurore ») et βασιλεύς / basileús (« roi »), signifie « roi de l'aube ».

## Description
Eobasileus est probablement le plus grand membre de la famille des Uintatheriidae, il pouvait mesurer jusqu'à 2,10 m au garrot pour un poids de 2,5 tonnes, rien que la tête d’Eobasileus faisait 1 m de long,. Eobasileus est assez semblable à son cousin Uintatherium et, comme lui, présentait trois paires d'ossicônes sur sa tête, il possédait également une paire de canines qui devaient lui servir à se défendre,. Comme chez Uintatherium la taille du cerveau d’Eobasileus était relativement petite, réduite par les excroissances du crâne,. Les deux canines sont portées par une excroissance de la mâchoire inférieur à l'instar de ce que l'on retrouve chez Thylacosmilus quelques 30 millions d'années plus tard. Comme pour les autres Uintatheriidae, Eobasileus est un herbivore.

## Répartition
Eobasileus vivait dans l'Ouest des États-Unis où ses fossiles ont été découverts dans les États du Wyoming, de l'Utah et du Colorado. 

## Guerre des os
La description et les recherches menée par Edward Drinker Cope et Othniel Charles Marsh sur Eobasileus vont être des éléments déclencheurs de la Guerre des os. Cope, Marsh et Joseph Leidy ont découvert indépendamment des spécimens d'espèces apparentées de la famille des Uintatheriidae bien que Cope et Marsh pensaient avoir chacun découvert la même espèce dans la région de Fort Bridger dans le centre-est du Wyoming, ce qui a conduit à des conflits sur les droits de dénomination des fossiles découverts et à une série de lettres de plus en plus hostiles à diverses revues scientifiques.

## Liste des espèces
Selon Paleobiology Database (9 août 2025) :
- †Eobasileus cornutus Cope, 1872
- †Eobasileus furcatus Cope, 1872
- †Eobasileus galeatus Cope, 1873
- †Eobasileus pressicornis Cope, 1872